# 東亜酒造
株式会社東亜酒造（とうあしゅぞう）は、埼玉県羽生市にある日本の醸造業である。日本酒、焼酎、合成清酒、ウイスキーなどを製造・販売している。

## 沿革
- 1625年（寛永2年） 現在の埼玉県秩父市に当たる地で肥土（あくと）酒造本家として創業。日本酒の製造を開始[1][2]。
- 1941年（昭和16年） 現在の埼玉県羽生市に当たる地に拠点を移し会社設立[1][3]。
- 1946年（昭和21年）ウイスキー製造免許を取得[4]。
- 1948年（昭和23年）ウイスキー「ゴールデンホース」の製造開始[2]（輸入原酒を自社でブレンド樽詰め[4]）。
- 1953年（昭和28年）合成清酒の製造開始[1]。
- 1959年（昭和34年） 株式会社東亜酒造と社名変更[1]。
- 1962年（昭和37年）ウイスキーと焼酎の製造開始（グレーン原酒の自社蒸留を開始[4]）。リキュール類とスピリッツ類の製造販売開始[1]。
- 1970年（昭和45年）生活協同組合に酒類を直販する協同組合を他の酒造会社と組織化。関東地方および周辺地区を受け持ち区域とし、統一銘柄「虹の宴」を生産[5]。
- 1980年（昭和55年）ポットスチルを建造しウイスキーのモルト原酒の自社蒸留を開始[4][6]。
- 2000年（平成12年）民事再生法の適用を申請。羽生蒸溜所の稼働停止（ウイスキー原酒の製造停止）[4]。
- 2004年（平成16年） 日の出通商（現日の出ホールディングス）のグループ企業となり創業家の肥土一族が経営から離れる。ウイスキー事業休止[1]。
- 2016年（平成28年）ウイスキー事業再開[1]。
- 2018年（平成30年） 食品安全マネジメントシステムの国際規格である「FSSC22000」の認証を取得。

## 主な商品

### 日本酒
- 晴菊（はれぎく）
- 都ほまれ（みやこほまれ）
- 風雪男山（ふうせつおとこやま）

### 焼酎
- スーパーセイカ（焼酎甲類）
- 風雪まろやか焼酎（焼酎甲類）

### 合成清酒
- 由縁の月（ゆかりのつき）
- 舞扇（まいおうぎ）
- みやこの四季（みやこのしき）

### ウイスキー
- ゴールデンホース - 東亜酒造は1946年（昭和21年）にウイスキーの製造免許を取得し、1948年（昭和23年）から「ゴールデンホース」の販売を開始した[2]。当初はイギリスからモルト原酒を輸入し自社でブレンドと樽貯蔵をしていたが、その後に蒸留塔を建設しグレーンスピリッツの自社蒸留を開始し、輸入モルトとブレンドした商品を販売するようになる。1980年にはポットスチルを建造しモルト原酒の自社蒸留を開始。しかしウイスキー需要の低迷により、2000年生産終了（販売は2014年で休止）[7]。当時の原酒は会社設立者の孫である肥土伊知郎へ譲られ、ベンチャーウイスキー（一部は笹の川酒造）のウイスキー「イチローズモルト」として販売された。その後2016年にウイスキーの製造・販売を再開し、ピュアモルトの「ゴールデンホース武蔵」、ブレンデッドの「ゴールデンホース武州」を発売。2021年2月に自社蒸留を再開する予定。休止前に自製モルトウイスキーを蒸溜していたポットスチルの図面をもとに、全く同じポットスチルを製作し、羽生蒸溜所を稼働させ、羽生蒸溜所製モルトウイスキーを復活する[4]。

### リキュール・その他
- 蔵出しまろやかシリーズ（うめ酒、あんず酒、ブルーベリー酒、ゆず酒）
- 風味ゆたかな麦仕立て
- 板さんの本みりん